# Federico Sorrentino
Federico Sorrentino (Terni, 31 maggio 1957) è un magistrato e giurista italiano. Dal 13 giugno 2019, è presidente della sezione tributaria della Corte di cassazione.

## Biografia
Dopo aver conseguito la maturità classica si iscrive alla facoltà di Giurisprudenza dell'Università degli Studi di Roma "La Sapienza". Si laurea dopo quattro anni e nel 1981 entra in magistratura.
A Roma, ricopre il ruolo di assistente di studio del giudice costituzionale Giuseppe Borzellino presso la Corte costituzionale e nel 1990 diventa giudice presso il Tribunale di Roma dove affronta procedimenti complessi come l'indagine sull'organizzazione paramilitare anticomunista "Gladio", frutto di un'alleanza tra i servizi segreti italiani e la CIA.
Dal  1998  partecipa a gruppi di lavoro presso l'Unione Europea come rappresentante del Ministero della Giustizia, contribuendo all'elaborazione della Direttiva 1999/93/CE del Parlamento Europeo e del Consiglio relativa a un quadro comunitario per le firme elettroniche e a quella della Direttiva 2000/31/CE , che riguarda  in particolare il commercio elettronico nel mercato interno (conosciuta come "Direttiva sul commercio elettronico").
Nel settore penale, soprattutto nel 2007 e nel 2008, gestisce procedimenti complessi e delicati, tra cui l'omicidio di Filippo Raciti, ispettore capo della Polizia di Stato che morì durante gli incidenti scatenati da una frangia di ultras catanesi contro la polizia, intervenuta per sedare i disordini alla fine del derby siciliano di calcio Catania-Palermo.
Nel campo disciplinare, gestisce procedimenti  di rilevanza mediatica presso il Consiglio Superiore della Magistratura (C.S.M.). Tra questi vi è il procedimento nei confronti di Clementina Forleo, accusata di aver emesso un'ordinanza considerata come un atto negligente in quanto dava un giudizio anticipato su individui non indagati, con la quale aveva chiesto al Parlamento l'autorizzazione ad usare le intercettazioni riguardanti alcuni parlamentari, tra i quali Piero Fassino e Massimo D'Alema nell'ambito dell'inchiesta Unipol-Bnl.
Il 2 aprile 2012 è eletto come membro del Consiglio direttivo della Corte di Cassazione e successivamente viene eletto segretario del Consiglio direttivo.
Dal 13 giugno 2019 ricopre il ruolo di presidente di sezione della Corte di Cassazione, assegnato alla sezione tributaria.
Oltre alla sua attività come magistrato e giurista, nel corso del 2021 pubblica due raccolte di poesie intitolate Oblio e Lenzuola bianche, edite da La Bussola, Roma, e nel 2023 una terza raccolta intitolata Sogni brevi, edita da Pendragon, Bologna.

## Opere
Pubblicazioni monografiche e partecipazioni ad opere collettanee
- Gianpiero Paolo Cirillo, Federico Sorrentino, La responsabilità del giudice. Legge 117/1988, Napoli, 1988, Jovene, ISBN 8824307795
- Gli oneri nel processo tributario, ETI Wolters Kluwer, Italia Professionale s.p.a., Roma - Milano, 2006, ISBN 8878630349
- Il marchio d’impresa, Aracne Editore, Roma, 2014, ISBN  9788854875005
- Gli oneri nel processo tributario alla luce della giurisprudenza di legittimità, Aracne Editore, Roma, 2020, ISBN 8825530455